# 宝塚病院
医療法人回生会 宝塚病院（いりょうほうじんかいせいかい たからづかびょういん）は、兵庫県宝塚市野上にある 病院である。

## 病院の理念・基本方針
患者さんの権利の尊重
私たちは患者さんの意見・立場を大切にし、インフォームドコンセントを尊重しています

### 理念
1. 心がかよう、患者さんに信頼される病院
2. 進歩・向上・調和
3. 地域社会への奉仕

### 方針
1. 常に患者さんの立場に立った医療を行います。
2. 説明と同意に基づいた、納得いく医療を行います。
3. 医療人として生涯学習に努め、医療の質の向上を目指します。
4. 地域の皆さまの健康、保健のため開かれた病院を目指します。
5. 質の高い医療業務遂行のため、遵守すべき法令、規則に対してコンプライアンスを徹底します。

## 沿革
| 年月             | 概要 |
| ---------------- | --- |
| 昭和３１年３月   | 私立 宝塚病院 開設（病床数69床） |
| 昭和３６年１月   | 医療法人回生会 宝塚病院 開設（病床数69床） |
| 昭和４０年５月   | 救急告示病院 |
| 昭和４１年５月   | 本館増築（第1期）（病床数110床） |
| 昭和４６年７月   | 本館増築（第2期）（病床数128床） |
| 昭和５３年３月   | 別館増築（第1期）（病床数131床） - 人工透析センター （10床） - 検査センター - 手術センター                                                                                      |
| 昭和５４年４月   | 宝塚市病院群輪番制参加 |
| 昭和５７年８月   | 別館増築（第2期） - 透析室増床（10床→21床） - 薬品庫新設 |
| 平成４年８月     | 新館増築 - MRI、RI、DSA導入 - 透析室増床（21床→39床） |
| 平成５年５月     | 本館全面改修 |
| 平成６年９月     | 阪神地区外国人対応病院群輪番制参加 |
| 平成６年１０月   | 新看護基準（3：1･Ｂ･6：1） |
| 平成６年１１月   | 薬剤管理指導 理学療法Ⅲ |
| 平成８年４月     | 循環器研修関連施設（社団日本循環器学会認定） |
| 平成８年９月     | 厨房全面改修 |
| 平成１０年１月   | 透析コンピューター導入 |
| 平成１０年４月   | 本館エレベーター改修 |
| 平成１０年６月   | 新看護基準（2.5：1･Ｂ･10：1） |
| 平成１１年７月   | 院外処方実施 |
| 平成１１年１１月 | ＭＲＩ装置新規一新 |
| 平成１１年１２月 | 院内ＰＨＳ導入 |
| 平成１２年７月   | Ⅰ群入院基本料2 （2.5：1･Ａ） |
| 平成１２年１１月 | 血管造影装置の更新、機種入れ替え 同時にサーバーシステムを導入し、院内画像ネットワークの構築                                                                                     |
| 平成１３年４月   | 内科外来電話予約システムの導入 |
| 平成１３年５月   | 病院内装一新 |
| 平成１３年７月   | 院内全病室のマット入れ替え（体圧分散式マットレス） （床ずれの予防、防止用） |
| 平成１３年８月   | 透析教育関連施設（社団日本透析医学会認定） |
| 平成１３年９月   | 内科外来待合い室の改装、一新 |
| 平成１３年１１月 | 院内カルテ検索システムの導入 同時に院内ＬＡＮネットワークによる、入院カルテの検索閲覧が可能となる                                                                               |
| 平成１４年５月   | デビッドカードシステム導入 |
| 平成１４年１０月 | 診療録・X線フィルム等専用倉庫建設 |
| 平成１４年１１月 | 機能評価訪問審査受審 |
| 平成１４年１２月 | 外科専門医制度関連施設（社団日本外科学会認定） |
| 平成１５年９月   | 日本医療機能評価機構より認定書受理 |
| 平成１５年１２月 | 地域医療室開設 |
| 平成１７年５月   | 日本心血管カテーテル治療学会（JACCT）関連施設（日本心血管カテーテル治療学会認定） （日本心血管カテーテル治療学会認定）→CVITに変更                                               |
| 平成１７年１２月 | RI装置一新 |
| 平成１８年２月   | 新築移転（病棟・外来） ポケベルシステム導入 64チャンネルマルチスライスCT、PACSシステム導入による、フィルムレス運用実施                                                          |
| 平成１９年６月   | DPC準備病院 |
| 平成１９年１０月 | CCAC（コミュニティケア アクセスセンター）（医療福祉相談室・地域医療連携室）開設                                                                                                 |
| 平成２０年１月   | 一般病棟入院基本料10:1 |
| 平成２０年８月   | PAD（未梢血管病変）外来開設、CKD（慢性腎臓病）外来開設 |
| 平成２０年９月   | 日本医療機能評価 更新 認定書受理（Ver.5.0） |
| 平成２１年４月   | DPC対象病院 |
| 平成２１年５月   | 院内託児所開設（すみれ保育園） |
| 平成２１年７月   | CKD（慢性腎臓病）外来に腎臓保存期外来併診 |
| 平成２１年９月   | 厚生労働省臨床研修病院指定 |
| 平成２２年４月   | 一般病棟入院基本料7:1 日本心血管インターベンション治療学会（CVIT）研修関連施設（日本心血管インターベンション治療学会認定） 薬学生実務実習受入施設（一般社団薬学教育協議会認定） |
| 平成２２年１１月 | 病棟看護師勤務体制 3交代→2交代へ変更 |
| 平成２３年７月   | 病棟看護師夜勤体制 2人体制→3人体制へ変更 |
| 平成２３年１０月 | MRI装置一新 （1.5テスラ） |
| 平成２４年９月   | 日本整形外科学会専門医研修施設 |
| 平成２４年１０月 | ＨＣＵ（高度治療室）開設（8床） |
| 平成２５年８月   | 理棟5階改築（医局等） |
| 平成２５年９月   | 管理棟3階改築（調剤室、心臓リハ室等） 日本医療機能評価 更新 認定書受理（3rdG：Ver.1.0）                                                                                         |
| 平成２５年１０月 | 心臓リハビリテーションセンター開設 - 本館病室（一部）改築 - 2階病棟（42床→41床） - 3階病棟（37床→39床 - 4階病棟（44床→43床） - HCU（8床）                                       |
| 平成２５年１０月 | 旧新館地下1階 透析室改築（22床） |
| 平成２５年１２月 | 別館1階 透析室改築（23床） |
| 平成２６年１月   | 救急処置室の拡大及び、外来診察室の増室 |
| 平成２６年２月   | オーバーナイト透析開始 |
| 平成２６年５月   | 経皮的心肺補助（PCPS）装置運用開始（救急医療の充実） |
| 平成２７年４月   | 医療法人回生会 すみれ訪問看護ステーション 開設 |
| 平成２８年５月   | マルチスライスCT一新（128スライス×2菅球(256スライス)) |
| 平成２８年１０月 | 電子カルテシステム導入 |
| 平成２９年４月   | 医療法人回生会 理事長 馬殿正人 就任（院長と兼任） |
| 平成３０年８月   | 血管造影装置購入（1台→2台） |
| 平成３０年９月   | 日本医療機能評価 更新 認定書受理（3rdG:Ver.2.0） |
| 令和２年６月     | 医療法人回生会 すみれ居宅介護支援事業所 開設 |

## 診療科等
- 診療部門
  - 内科
    - 循環器内科
    - 消化器内科
    - 糖尿病内科

  - 外科
    - 消化器外科
    - 脳神経外科
    - 整形外科
    - 血管外科
    - 形成外科
    - 肛門外科

  - 呼吸器科
  - 皮膚科
  - 泌尿器科
  - 腎臓病（CKD）
  - 抹消動脈疾患（PAD）
  - 放射線科
  - リハビリテーション科
  - 人工透析センター

## 医療機関の指定等
- 保険医療機関
- 労災保険指定病院
- 救急告示病院
- 生活保護指定病院
- 難病医療費助成指定医療機関
- 身体障害者福祉法指定病院
- 更生医療（腎）指定病院
- 指定自立支援医療機関（精神通院医療）
- 原子爆弾被爆者一般疾病医療取扱医療機関
- 性病予防法指定病院
- 病院群輪番制救急病院
- 循環器・脳外科病院群輪番制救急病院
- 外国人対応 病院群 輪番制病院
- 宝塚市休日応急診療所ニ次救急病院
- 循環器研修関連施設（日本循環器学会）
- 透析教育関連施設（日本透析医学会）
- 日本外科学会外科専門医制度関連施設
- 日本心血管インターベンション治療学会（CVIT）研修関連施設
- 日本整形外科学会専門医研修施設
- 日本医療機能評価機構認定病院
- DPC対象病院
- 臨床研修指定病院

## アクセス
- 阪急電鉄阪急今津線逆瀬川駅下車徒歩4分
- 中国自動車道宝塚インター川西方面出口より下車

## その他
- 2007年2月、たくさん笑うことで病気の予防につなげようと、「健康に役立つ話と寄席」を開催

「笑いは心臓病の予防に生かせるはず」と確信した院長が、病院内で患者さんに笑ってもらう場所を提供できないかと考え、関西学院大学の「甲山落語研究会」に話を持ち掛け、専門医師と学生が手を取り合った珍しい取り組みを実施した。病気の予防をテーマに開かれた「健康に役立つ話と寄席」には、患者ら約30名が訪れ、大きな笑いに包まれた。
- 2007年6月、夏の健康笹設置と名付け、健康上の悩みなどを短冊に記してつるしてもらうためのササを院内ロビーに設置

「夏の健康不安」をお題に、健康上の悩みなどを短冊に記してつるしてもらうためのササを院内ロビーに設置した。
誰でも自由に短冊に記入ができ、7月7日に医師が短冊に書かれた悩みにアドバイスする趣向。
他にも、「第2回健康に役立つ話と寄席」と題し、関西学院大学の学生サークル「甲山落語研究会」が寄席を披露するイベントの実施した。同企画は、2009年7月に発足した慢性腎臓病患者を支えるチームの取り組み1年を記念して2010年にも実施された。来院した人達は、身体的に気になる点などを短冊にしたため、相談に対しては、医師が回答書として院内に配布した。
- 2007年7月、心強い贈り物「ハートお大事に券」発売

家族からの贈り物ならおっくうな検査も受けてみようと思う人が多いのではと考え、企画・販売された心臓CT検査ギフトカード「ハートお大事に券」。心臓撮影と血液検査、心電図検査、診察を組み合わせた日帰り検査券で、家族や知人への贈り物として好評になった。高齢の親や、かつて心臓病を患った家族に贈る人が多く、収益の一部はAEDの購入費に充てられた。
- 入院患者に提供している病院食レシピの公開

普段の食生活に病院食を取り入れることで、健康維持につなげてほしいという思いから、入院患者に提供している病院食のレシピを公開した。塩分を控えめにした「心臓病用」と、砂糖を使わない「糖尿病用」のレシピで、希望者にメールマガジンで無料配信した。
- 慢性腎臓病の進行を抑制させるCKDサポートチーム発足

慢性腎臓病（CKD）患者の末期腎不全への進行を遅らせようと、医師・看護師・管理栄養士によるCKDサポートチームが発足した。薬による治療に加え、心理面や食生活についても専門知識をもとに支える。院長は、透析治療が必要になる前に病気を受け入れてもらい、適切な治療と生活管理をすることが大切と話し、患者が前向きに考えられるようチームで支えている。
- 血管検査チケット発売

血管の健康状況を検査できるギフト専用の「血管検査チケット」を発売した。心臓病や脳血管障害の予兆をチェックし、早期治療につなげる。受信後も希望者にはセミナーやメールマガジンを通じ健康管理をサポートしている。
- 2013年2月、オーバーナイト透析を開始

患者のライフスタイルの維持が治療に有効であることに注目した院長は、夜間の就寝中に人口透析を行う「オーバーナイト透析」を開始した。日中の生活をこれまで通り維持でき、食事制限もほぼ必要がなくなり、患者の負担を大幅に減らすことができる。「重い病気になっても普段の生活をあきらめないで」とメッセージを発信しながら、重病患者の生活の質を向上しようと取り組みを続けている。
- 2019年4月、医療に寄り添う四文字医語レター　創刊

地域の皆様に医療で寄り添うことを目的に、馴染み深い四字熟語で地域医療を表現するリーフレット「医療に寄り添う四字医語レター」を創刊、宝塚病院にて無料で配布を開始した。四字熟語に込められたメッセージ解説をはじめ、美味しい病院食レシピや、専門医のアドバイスなど、地域の皆様の役立つ情報を紹介している。
- 2019年7月、ハートフル通信　創刊

宝塚病院の最新情報や連携クリニックなどを紹介する「ハートフル通信」を創刊。「宝塚病院 友の会」会員向けの郵送や、ホームページでの公開を開始した。院長からのメッセージをはじめ、病院の最新トピックス、地域医療連携クリニックの紹介など、地域の皆様に役立つ情報を紹介している。
・2022年8月18日　宝塚病院YOUTUBEチャンネル立ち上げ

## 関連施設
- すみれ保育園
- すみれ訪問看護ステーション